# Oszlopépítő kertészmadár
Az oszlopépítő kertészmadár (Amblyornis newtoniana) a madarak osztályának verébalakúak (Passeriformes)  rendjébe és a lugasépítő-félék (Ptilonorhynchidae) családjába tartozó faj.

## Rendszerezés
Besorolása vitatott, régebben a Prionodura nembe sorolták Prionodura newtoniana néven, az újabb kutatások alapján helyezték az Amblyornis nembe, de ezt még nem minden rendszerező fogadja el.

## Előfordulása
Az Ausztrália északkeleti részén lévő esőerdőkben honos.

## Megjelenése
Testhossza 23 centiméter. Jellemző rájuk az ivari kétalakúság, azaz a hím és a nőstény jelentősen eltér egymástól, különösen erősek a másodlagos nemi jellegek.

## Külső hivatkozások
- Képek az interneten a fajról
- Internet Bird Collection - videók a fajról